# المسيحية في العصور القديمة المتأخرة

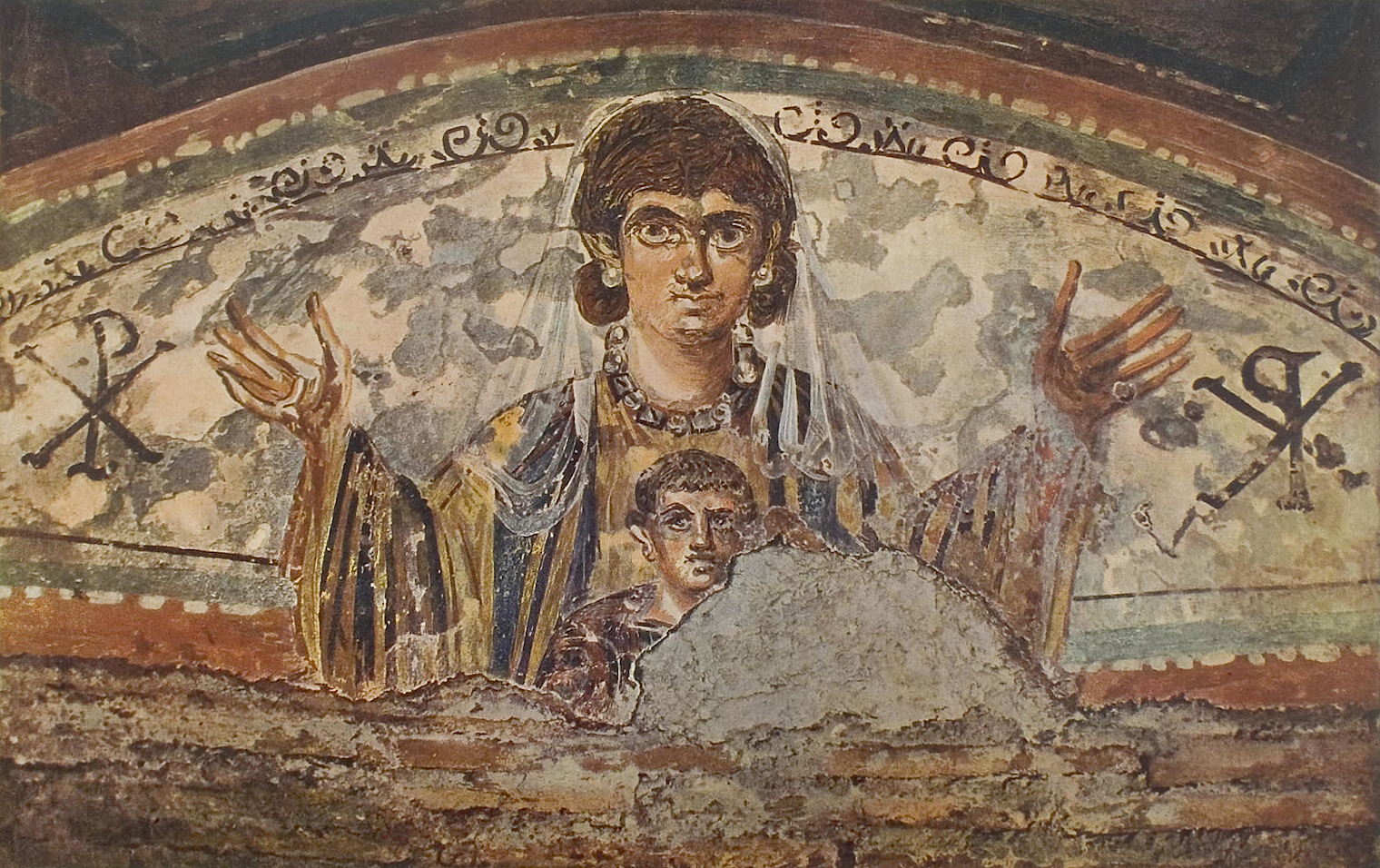
لوحة جدارية تصوّر العذراء وطفلها في روما تعود للقرن الرابع.

تتبع المسيحية في العصور القديمة المتأخرة المسيحية خلال عهد الإمبراطورية الرومانية المسيحية –الفترة التي امتدت منذ ظهور المسيحية في عهد الإمبراطور قسطنطين العظيم (عام 313 تقريبًا)، وحتى سقوط الإمبراطورية الرومانية الغربية (عام 476 تقريبًا). يختلف تاريخ انتهاء هذه الفترة، لأن الانتقال إلى الفترة شبه الرومانية حدث تدريجياً في أوقات مختلفة ومناطق مختلفة. يمكن للمرء عمومًا تأريخ المسيحية في العصور القديمة على أنها امتدت إلى أواخر القرن السادس وفترة إعادة الغزوات تحت حكم جستينيان الأول (الذي حكم منذ أغسطس عام 527 حتى وفاته في نوفمبر 565) للإمبراطورية البيزنطية، الذي يُعد تاريخيًا آخر إمبراطور غربي، على الرغم من أن تاريخ النهاية المُتعارف عليه تقليديًا هو( 476)، وهو العام الذي أطاح فيه أودواكر برومولوس أغسطس.
أخذت المسيحية مفاهيمها الأولية من اليهودية الرومانية وانتشرت دون دعم أو تأييد من الدولة، إذ أصبحت هي دين الدولة الأرمينية في عام 301 أو 314، ودين الدولة الأثيوبية في عام 325، و دين دولة جورجيا في عام 337. وقد أصبحت أيضًا دين الإمبراطورية الرومانية مع صدور مرسوم سلانيك في عام 380.

## المسيحية تصبح الدين المعتمد
أصدر غاليريوس في أبريل عام 311، والذي كان أحد الشخصيات البارزة المُحاربة للاضطهاد المسيحي، مرسوم سرديكا الذي أنهى هذا الاضطهاد رسمياً. حكم غاليريوس لمدة عامين آخرين، ثم خلفه الإمبراطور المؤيد للمسيحية، قسطنطين العظيم.

## المسيحية الشرعية وتأييد قسطنطين الأول (قسطنطين العظيم)
رُبّي الإمبراطور قسطنطين الأول على الدين المسيحي من قبل والدته، هيلانة. ومع ذلك، هناك جدل علمي حول ما إذا كان قسطنطين قد تبنى مسيحية والدته في شبابه، أو ما إذا كان قد تبناها تدريجياً على مدار حياته.
أصدر الإمبراطور قسطنطين مع ليسينيوس في عام 313 مرسوم ميلانو، الذي شرع العبادة المسيحية رسميًا. عمل بمنصب قاضٍ في عام 316 لحل النزاع القائم في شمال أفريقيا حول الحركة الدوناتية. والأهم من ذلك، أنه استدعى مجمع نيقية الأول في عام 325، وهو المجمع المسكوني الأول فعليًا (ما لم يكن مجمع القدس مُصنفًا على هذا النحو)، للتعامل مع الجدال القائم حول مذهب الآريوسية، ولكنه أصدر أيضًا قانون الإيمان، الذي اعترف من بين العديد من الأمور الأخرى بالكنيسة الرسولية الكاثوليكية المقدسة بدايةً للعالم المسيحي.
أسس عهد قسطنطين العظيم سابقة لوظيفة الإمبراطور المسيحي في الكنيسة. اعتبر الأباطرة أنفسهم مسؤولين أمام الله عن الصحة الروحية لرعاياهم، وبالتالي كان يقع على عاتقهم واجب الحفاظ على الأرثوذكسية. لم يكن الإمبراطور هو من يقرر المذهب المُتبع –إذ كانت تلك مسؤولية الأساقفة– بل كان دوره هو فرض المذهب المُتبع، واستئصال الهرطقة المُنتشرة، ودعم الوحدة الكَنَسيّة. كفل الإمبراطور أن يُعبد الله بشكل صحيح في إمبراطوريته، وقد اعتُبر تطبيق طقوس العبادة الصحيحة من مسؤولية الكنيسة. استمرت هذه السابقة حتى سعى بعض أباطرة القرنين الخامس والسادس إلى تغيير العقيدة بموجب مرسوم إمبراطوري دون اللجوء إلى المجالس، على الرغم من أن سابقة قسطنطين هذه ظلت عمومًا هي القاعدة.
لم يأت عهد قسطنطين بالوحدة الكاملة للمسيحية داخل الإمبراطورية. فقد احتفظ الآريوسي قنسطانطيوس الثاني، خليفته في الشرق، بالأساقفة الآريوسيين في بلاطه ونَصَّبهم على مرأى الجميع، وطرد الأساقفة الأرثوذكسيين.